# 巨人喷泉

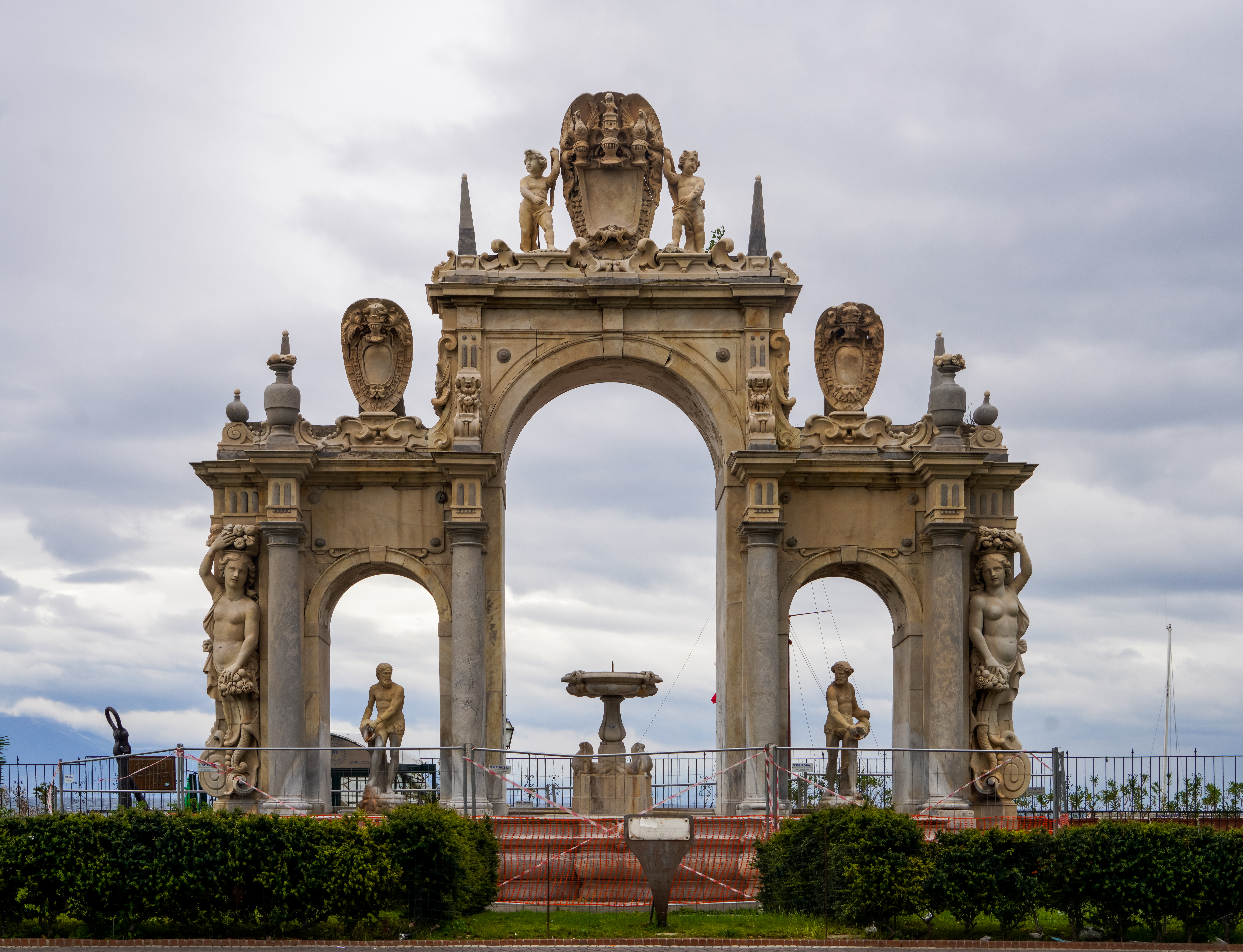
巨人喷泉

巨人喷泉（Fontana del Gigante）是一个宏伟的喷泉，位于意大利那不勒斯。

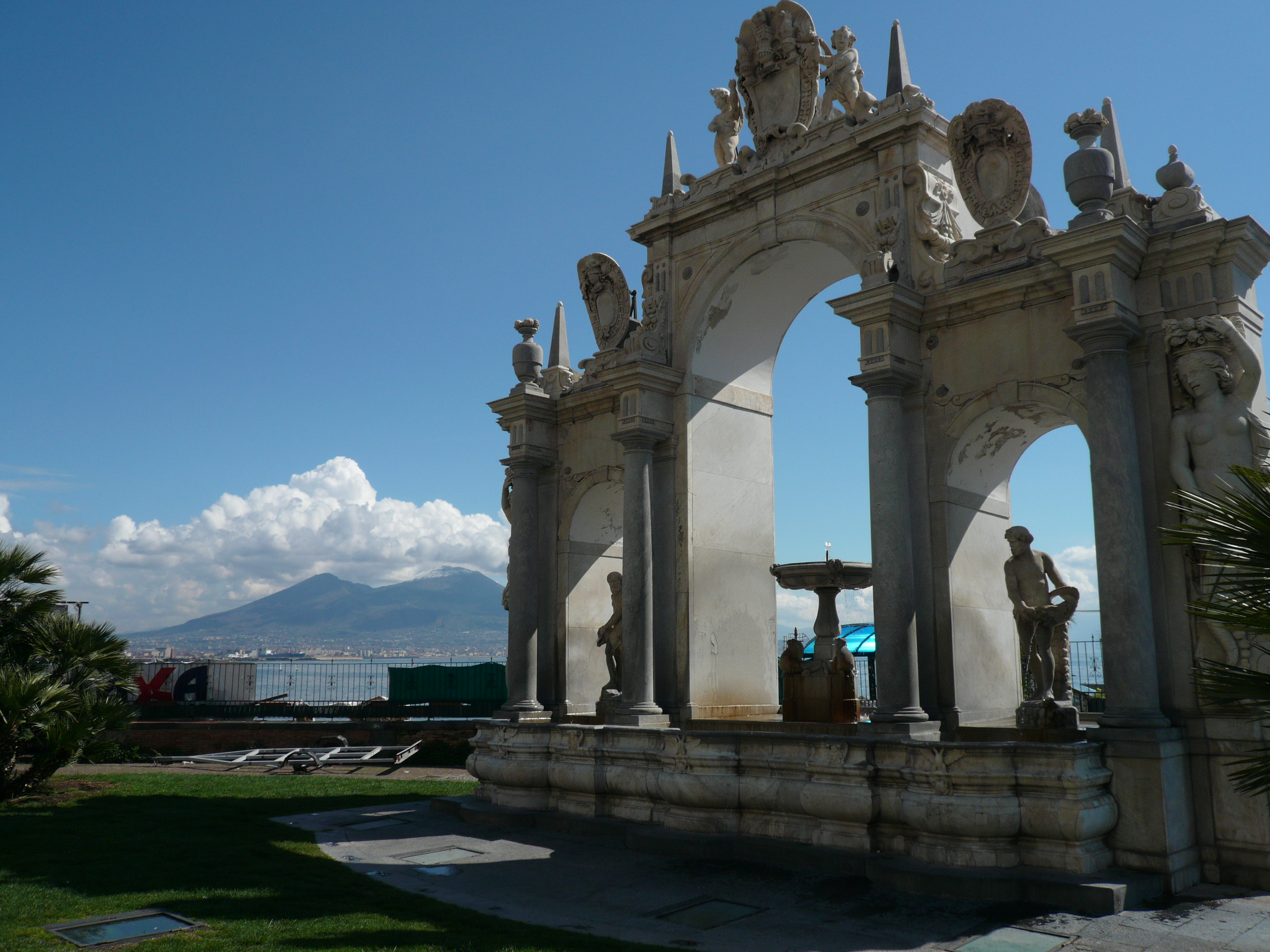
巨人喷泉

它是在17世纪，由米開朗基羅·納切裡諾和彼得·貝尼尼为那不勒斯王宫设计。它位于一个巨大的古代雕像附近，因而得名。后来它移到伊瑪科拉泰拉宮，又于1905年移到目前风景如画的地点，靠近蛋堡。